# Idroscalo di Siracusa
L'idroscalo De Filippis di Siracusa è stato uno scalo per idrovolanti realizzato all'inizio del Novecento all'interno del Porto Grande di Siracusa. È intitolato al tenente Arnaldo De Filippis, eroe della prima guerra mondiale, decorato di medaglia d'argento e di bronzo al valor militare.

## Storia

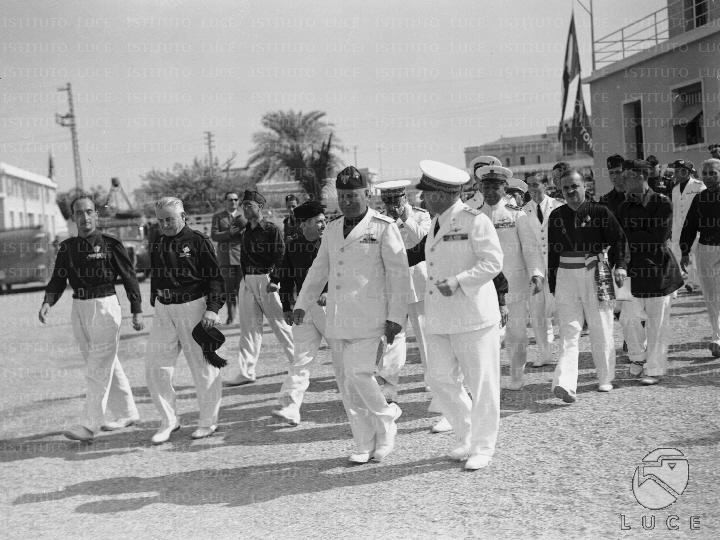
Mussolini inaugura l'idroscalo di Siracusa

Il 22 ottobre 1917 nasce la 19ª Sezione FBA del Porto di Siracusa, nel molo Zanogora che nel maggio 1918 diventa 283ª Squadriglia che nel gennaio 1919 viene sciolta.
L'idea di dotare la città di Siracusa di un idroscalo risale al 1923 quando si decise di sfruttare il bacino naturale del Porto Grande che si trova tra la terraferma e l'isola di Ortigia.
Per le strutture a terra fu individuata un'area tra il borgo Sant'Antonio ed il quartiere Pantanelli lungo la Via Elorina. Molto attivo negli anni venti, periodo in cui l'idrovolante rappresentava l'aereo di linea per eccellenza sulle grandi distanze, l'idroscalo fu interessato da traffico aereo sia civile che militare, con voli operati dalla compagnia Ala Littoria sulla rotta Roma-Napoli-Siracusa-Tripoli fino alla fine della seconda guerra mondiale. 
Al 10 giugno 1940 era sede della 189ª Squadriglia dell'83º Gruppo ricognizione marittima (poi 83º Centro C/SAR).
Con il declino dell'idrovolante come mezzo di trasporto nel 1960 arrivò il 34º Gruppo radar dell'Aeronautica Militare.
Gli ultimi voli dall'idroscalo De Filippis furono effettuati negli anni 2007-2008 da una piccola compagnia verso l'idroscalo di Enna-Nicoletti. Nonostante la quasi totale assenza di traffico aereo sono ancora presenti i pontili per l'attracco degli aeromobili. L'ampio bacino acquatico è oggi un polo di attività sportive con canoe e barche da diporto e attività ricreative per navi commerciali, un utilizzo quest'ultimo che ha accompagnato l'idroscalo lungo tutta la sua storia.

## Sede dell'aeronautica militare di Siracusa
L'idroscalo è stata la sede del 34º Gruppo Radar dalla sua nascita fino alla sua soppressione avvenuta nel 2012. Anche se la sede strutturale del comparto militare è stata trasferita dall'altura di Belvedere, poco distante da Ortigia, a quella di Mezzogregorio, nel territorio comunale di Noto (provincia di Siracusa), ritenuta più adatta a ospitare i potenti sensori radar e la sala operativa semi-automatizzata della Nato, l'idroscalo rimane comunque la sede di comando, fino al 2012, quando il 34º Gruppo Radar viene riorganizzato nella 137ª Squadriglia radar remota e la sede di via Elorina diviene sede del Distaccamento Aeronautico di Siracusa.

## Le dimensioni dell'idroscalo
Il bacino naturale del porto Grande è lungo 3.500 metri, largo 2.200 metri e profondo tra i 3 e 25 metri. Per accedere all'idroscalo gli idrovolanti dovevano portarsi nel settore di rilevamento compreso tra 263° e 280° del fanale verde di Punta Maniaci (Castello Maniace) e da qui procedere all'operazione di ammaraggio nel triangolo fanale-idroscalo-saline.